# Gdyby jutra nie było (singel Budki Suflera)
Gdyby jutra nie było – singel Budki Suflera wydany w 2019 roku jako czterdziesty singel zespołu. Piosenka została nagrana po powrocie Budki Suflera na scenę. 
Autorem tekstu jest Marek Dutkiewicz, a muzyki Romuald Lipko, w piosence zadebiutował nowy wokalista Robert Żarczyński oraz gitarzyści Dariusz Bafeltowski i Piotr Bogutyn.

## Twórcy
- Autor tekstu:	Marek Dutkiewicz
- Kompozytor: Romuald Lipko
- Śpiew: Robert Żarczyński
- Instrumenty klawiszowe: Romuald Lipko
- Perkusja: Tomasz Zeliszewski
- Gitary elektryczne: Dariusz Bafeltowski i Piotr Bogutyn
- Gitary basowe: Mieczysław Jurecki